# Златиборска окружна лига у фудбалу
Златиборска окружна лига је једна од 31 Окружних лига у фудбалу. Окружне лиге су пети ниво лигашких фудбалских такмичења у Србији. Виши степен такмичења је Зона Западно-моравска, a нижи Општинска лига Пожега и Општинска лига Ужице. Лига је основана 2008. године, а у првој сезони је бројала 17 клубова.Кроз године се тај број увећавао и смањивао. Од сезоне 2021/2022 лига има 18 клубова, који су подељени у две групе у којима се игра двокружни систем. Након тога, формира се заједничка табела где првих осам екипа игра Плеј оф групу за улазак у виши ранг, док преосталих осам екипа игра Плеј аут групу за опстанак у лиги. Из лиге испадају две последњепласиране екипе.
https://www.srbijasport.net/league/7595-zlatiborska-okruzna-liga/games== Победници свих првенстава ==
| Сезона   | Бр. клуб. | Првак                     | Бодови | Другопласирани         | Бодови |
| 2008/09. | 17        | Полимље, Пријепоље        | 82     | Златар, Нова Варош     | 81     |
| 2009/10. | 18        | Златибор, Чајетина        | 76     | Железничар, Пожега     | 73     |
| 2010/11. | 15        | Севојно, Севојно          | 70     | Железничар, Пожега     | 67     |
| 2011/12. | 16        | ГП Златибор, Ужице        | 83     | Полет, Расна           | 69     |
| 2012/13. | 15        | Полет, Расна              | 70     | Полимље, Пријепоље     | 69     |
| 2013/14. | 16        | Златибор, Чајетина        | 76     | Полет, Расна           | 48     |
| 2014/15. | 14        | Будућност, Ариље          | 71     | Ариљска рампа, Пожега  | 57     |
| 2015/16. | 14        | Севојно, Севојно          | 68     | Црнокоса, Косјерић     | 67     |
| 2016/17. | 15        | Будућност, Ариље          | 74     | Полет, Расна           | 55     |
| 2017/18. | 16        | Златар, Нова Варош        | 78     | Ариљска рампа, Пожега  | 60     |
| 2018/19. | 15        | Јасен, Бродарево          | 79     | Црнокоса, Косјерић     | 72     |
| 2019/20. | 14        | Ариљска рампа, Пожега     | 33     | Савинац, Висибаба      | 28     |
| 2020/21  | 14        | Савинац, Висибаба         | 66     | Чајетина, Чајетина     | 61     |
| 2021/22  |           |                           |        |                        |        |
| 2022/23  | 16        | Чајетина, Чајетина        | 76     | Вишесава, Бајина Башта | 74     |
| 2023/24  | 16        | Јежевица, Велика Јежевица | 80     | Лазарица, Прилипац     | 69     |
| 2024/25  | 14        | Црнокоса, Косјерић        | 72     | Златар, Нова Варош     | 52     |

## Клубови у сезони 2021/22
| Клуб          | Место           | Општина/Град         |
| ------------- | --------------- | -------------------- |
| Ариљска рампа | Пожега          | Општина Пожега       |
| Вишесава      | Вишесава        | Општина Бајина Башта |
| Плави Ток     | Дражиновићи     | Општина Пожега       |
| Јединство     | Каленићи        | Општина Пожега       |
| Јежевица      | Велика Јежевица | Општина Пожега       |
| Лазарица      | Прилипац        | Општина Пожега       |
| Омладинац     | Здравчићи       | Општина Пожега       |
| Перућац       | Перућац         | Општина Бајина Башта |
| Тара          | Кремна          | Град Ужице           |
| Први Партизан | Ужице           | Град Ужице           |
| Сечица        | Сеча Река       | Општина Косјерић     |
| Авијатичар    | Врањани         | Општина Пожега       |
| Црнокоса      | Косјерић        | Општина Косјерић     |
| Чајетина      | Златибор        | Општина Чајетина     |
| Котроман      | Мокра Гора      | Град Ужице           |
| Бакионица     | Бакионица       | Општина Пожега       |
| Слога         | Сјеница         | Општина Сјеница      |
| Полет         | Расна           | Општина Пожега       |

## Клубови у сезони 2017/18
| Клуб          | Место           | Општина/Град         |
| ------------- | --------------- | -------------------- |
| Ариљска рампа | Пожега          | Општина Пожега       |
| Вишесава      | Вишесава        | Општина Бајина Башта |
| Железничар    | Пожега          | Општина Пожега       |
| Златар        | Нова Варош      | Општина Нова Варош   |
| Јасен         | Бродарево       | Општина Пријепоље    |
| Јединство     | Каленићи        | Општина Пожега       |
| Јежевица      | Велика Јежевица | Општина Пожега       |
| Лазарица      | Прилипац        | Општина Пожега       |
| Лауш          | Лопаш           | Општина Пожега       |
| Омладинац     | Здравчићи       | Општина Пожега       |
| Перућац       | Перућац         | Општина Бајина Башта |
| Полет         | Расна           | Општина Пожега       |
| Први Партизан | Ужице           | Град Ужице           |
| Савинац       | Висибаба        | Општина Пожега       |
| Црнокоса      | Косјерић        | Општина Косјерић     |
| Чајетина      | Златибор        | Општина Чајетина     |